# Mythica: Elátkozott szövetség
A Mythica: Elátkozott szövetség (eredeti cím: Mythica: The Godslayer) 2016-ban bemutatott amerikai film, amelyet John Lyde rendezett. A Mythica filmsorozat 5. része.
A forgatókönyvet Jason Faller és Kynan Griffin írta. A producere Jennifer Kirkham. A főszerepekben Melanie Stone, Adam Johnson, Jake Stormoen, Phillip Brodie, Matthew Mercer és Nicola Posener láthatóak. A zeneszerzője James Schafer. A film gyártója az Arrowstorm Entertainment, forgalmazója a Highland Film Group. Műfaja fantasy film.
Amerikában 2016. októberben mutatták be.

## Szereplők
| Szereplő   | Színész                  | Magyar hang            |
| ---------- | ------------------------ | ---------------------- |
| Marek      | Melanie Stone            | Ruttkay Laura          |
| Gojun Pye  | Kevin Sorbo              | Kőszegi Ákos           |
| Thane      | Adam Johnson             | Horváth-Töreki Gergely |
| Dagen      | Jake Stormoen            | Berkes Bence           |
| Teela      | Nicola Posener           | Makay Andrea           |
| Hammerhead | Christopher Robin Miller | Berzsenyi Zoltán       |
| Szorlok    | Matthew Mercer           | Berzsenyi Zoltán       |
| Tek        | Kristian Nairn           | Vass Gábor             |
| Argus      | Clint Vanderlinden       | Király Adrián          |
| Roghar     | James Martin             | Petridisz Hrisztosz    |
| Hírnök     | Danny James              | Potocsny Andor         |